# 麦西尼亚专区
麦西尼亚专区（希臘語：Περιφερειακή ενότητα Μεσσηνίας），是希腊伯罗奔尼撒大区的一个专区。首府为卡拉马塔。专区面积为2,991平方公里，2011年人口数量为159,954人。

## 行政
在2011年卡利克拉提斯改革方案中，希腊所有州份被取消。原麦西尼亚州作为整体设立为麦西尼亚专区。麦西尼亚专区下分为6个市镇（括号内为地图中的数字）：
- 卡拉马塔（1）
- 麦西尼（3）
- 伊哈利亚（4）
- 皮洛斯-奈斯托拉斯（5）
- 特里菲利亚（6）
- 西马尼（2）